# Лукава зірка
«Мандрівна зоря» (англ. Rogue Star) — антиутопічний науково-фантастичний роман американських письменників Фредерика Пола та Джека Вільямсона. Вона була опублікована у колекції «Аргонавти» під номером 167, будучи третьою й останньою книгою трилогії «Зоряний щит» (перша — «Місія нездійсненна», «Аргонавт 151», а продовження — «Ультиматумом на Землю», «Аргонавт 155»). «Мандрівна зоря» відмовляються від деяких сценаріїв, добре досліджених у попередніх двох томах, як-от дивовижне та непередбачуване життя, яке кишить на астероїдах і міжпланетному просторі, і боротьба з тоталітарним «Планом Людини», щоб зосередитися на тому, що, по суті, є історією кохання, яке здатне протистояти будь-чому. Можливо, саме тому деякі її читачі вважають вище вказаний роман найслабшою ланкою трилогії.

## Сюжет
Події роману розгортаються в антиутопійному майбутньому на Землі, де комп'ютер під назвою «План людини» веде суворе спостереження. У «Мандрівній зорі» тоталітарне панування комп'ютера «План людини» припиняється, коли люди зустрічаються з розвиненими «цивілізаціями та богоподобними істотами» з найближчих галактик, які створили утопічні суспільства. Частина людей добровільно пройшла перетворення за допомогою бактерій із «рифів» фузоритів і приєдналось до колективних свідомостей, найбільшою з яких є свідомість Аль-Малік із та навколо зірок сузір'я Лебідь.
Страж Андреас Квамодіан на Ексіон 4 все ще нещасливий, хоча це зразкова планета. Він покохав Моллі Залдівар, яка кохає Кліффа Гоука, який нікого не любить — окрім, можливо, самого себе. Минуло п'ять років з тих пір, як Моллі зробила свій вибір, але він не може забути про неї. Але неочікувано вона надсилає повідомлення з проханням про його присутність на далекій Землі: Моллі, як і решта Всесвіту, в небезпеці. Коли Енді телепортується, щоб дістатися до неї, його викрадає «Мандрівна зоря». На Землі бойфренд Моллі винахідник Кліфф Гоук досліджує мандрівні зорі та намагається «грати в Бога», створюючи одну у своїй лабораторії.
Мандрівна зоря є шматком плазми зі штучним інтелектом, яка дорослішаючи та розростаючись намагається знищити Аль-Малік.

## Головні теми
В останньому томі трилогії «Зоряний щит», Пол повертається до Всесвіту, створеного Вільямсоном, одного з найрізноманітніших в історії наукової фантастики: є розумні зірки, астероїди, населені дивною фауною, і безперервний державний Всесвіт, який залишається вічно молодим, без початку і без кінця.
Головна тема роману — кохання, яке об'єднує не лише людей у безмежності часу та простору, а й усіх істот, які живуть і мислять у найвіддаленіших галактиках: справді універсальне кохання, яке не здатна руйнувати, а лише створювати — навіть ціною свого життя.

## Відгуки
Джеймс Ніколл критикує авторську розробку головного героя, кажучи, що Андреас Квамодіан «…належить до тієї групи головних героїв, які могли б залишитися вдома і читати газету, не зменшуючи значного впливу на результат сюжету»; окрім цього критик зазначає, що навіть Моллі «…лише як заручниця і об'єкт одержимості сталкера». Ніколл стверджує, що вигадані світи авторів цікавіші, ніж самаісторія; однак зазначає, що навіть цей добре продуманий світ у книзі мало висвітлюється.